# Orthostichopsis tetragona
Orthostichopsis tetragona är en bladmossart som beskrevs av Brotherus 1906. Orthostichopsis tetragona ingår i släktet Orthostichopsis och familjen Pterobryaceae. Inga underarter finns listade i Catalogue of Life.